# Eleições legislativas portuguesas de 2022 nos Açores
| Eleições legislativas portuguesas de 2022 Distritos: Aveiro \| Beja \| Braga \| Bragança \| Castelo Branco \| Coimbra \| Évora \| Faro \| Guarda \| Leiria \| Lisboa \| Portalegre \| Porto \| Santarém \| Setúbal \| Viana do Castelo \| Vila Real \| Viseu \| Açores \| Madeira \| Estrangeiro |

## Resultados por concelho
Os resultados nos concelhos da Região Autónoma dos Açores foram os seguintes:

### Angra do Heroísmo
| Partido                 | Partido                        | Votos  | %               | +/-  |
| ----------------------- | ------------------------------ | ------ | --------------- | ---- |
|                         | Partido Socialista             | 6 454  | 43,63 / 100,00  | 3,49 |
|                         | Aliança Democrática            | 5 312  | 35,91 / 100,00  | 1,73 |
|                         | CHEGA                          | 729    | 4,93 / 100,00   | 4,14 |
|                         | Iniciativa Liberal             | 609    | 4,12 / 100,00   | 3,41 |
|                         | Bloco de Esquerda              | 587    | 3,97 / 100,00   | 3,70 |
|                         | Coligação Democrática Unitária | 181    | 1,22 / 100,00   | 0,49 |
|                         | Pessoas–Animais–Natureza       | 148    | 1,00 / 100,00   | 1,08 |
|                         | Outros (com menos de 1,00%)    | 311    | 2,09 / 100,00   |      |
| Votos Inválidos         | Votos Inválidos                | 463    | 3,13 / 100,00   | 3,23 |
| Total                   | Total                          | 14 794 | 100,00 / 100,00 |      |
| Eleitorado/Participação | Eleitorado/Participação        | 33 262 | 44,48 / 100,00  | 2,80 |

| Freguesia                          | %     | %     | %    | %    | %    | %    | %    | Votantes |
| Freguesia                          | PS    | AD    | CH   | IL   | BE   | CDU  | PAN  | Votantes |
| ---------------------------------- | ----- | ----- | ---- | ---- | ---- | ---- | ---- | -------- |
| Freguesia                          |       |       |      |      |      |      |      | Votantes |
| Altares                            | 46,37 | 37,71 | 5,31 | 1,96 | 4,19 | 0,28 | 0,56 | 358      |
| Angra (Nossa Senhora da Conceição) | 45,40 | 30,58 | 4,77 | 4,37 | 5,36 | 1,92 | 2,12 | 1 511    |
| Angra (Santa Luzia)                | 46,50 | 31,66 | 4,73 | 3,78 | 5,48 | 1,23 | 1,98 | 1 058    |
| Angra (São Pedro)                  | 37,69 | 38,11 | 4,91 | 6,04 | 5,03 | 1,18 | 1,01 | 1 690    |
| Angra (Sé)                         | 31,91 | 46,35 | 4,28 | 6,77 | 4,46 | 1,43 | 0,89 | 561      |
| Cinco Ribeiras                     | 37,20 | 45,73 | 3,66 | 2,44 | 1,52 | 1,22 | 0,91 | 328      |
| Doze Ribeiras                      | 54,20 | 28,15 | 6,72 | 0    | 3,36 | 0,84 | 0,84 | 238      |
| Feteira                            | 40,06 | 38,18 | 4,54 | 4,69 | 4,69 | 1,10 | 1,25 | 639      |
| Porto Judeu                        | 48,69 | 36,23 | 5,34 | 3,66 | 1,36 | 0,52 | 0,42 | 955      |
| Posto Santo                        | 48,73 | 31,01 | 4,85 | 2,53 | 4,22 | 1,69 | 0,84 | 474      |
| Raminho                            | 43,59 | 37,44 | 2,56 | 5,13 | 3,59 | 2,05 | 0,51 | 195      |
| Ribeirinha                         | 41,61 | 43,94 | 4,24 | 2,82 | 1,99 | 0,58 | 0,25 | 1 204    |
| Santa Bárbara                      | 44,53 | 35,70 | 5,57 | 3,45 | 3,65 | 0,77 | 0,38 | 521      |
| São Bartolomeu dos Regatos         | 40,69 | 35,20 | 6,63 | 4,08 | 3,70 | 0,77 | 0,89 | 784      |
| São Bento                          | 49,09 | 31,89 | 4,21 | 3,87 | 4,67 | 0,68 | 0,34 | 878      |
| São Mateus da Calheta              | 43,85 | 33,89 | 4,76 | 4,17 | 4,83 | 2,34 | 0,95 | 1 366    |
| Serreta                            | 50,68 | 38,51 | 3,38 | 2,70 | 2,70 | 0    | 0    | 148      |
| Terra Chã                          | 45,21 | 32,76 | 5,75 | 4,41 | 3,64 | 1,72 | 1,53 | 1 044    |
| Vila de São Sebastião              | 44,77 | 37,53 | 5,46 | 4,28 | 2,26 | 0,83 | 0,59 | 842      |
| Angra do Heroísmo                  | 43,63 | 35,91 | 4,93 | 4,12 | 3,97 | 1,22 | 1,00 | 14 794   |

### Calheta
| Partido                 | Partido                          | Votos | %               | +/-  |
| ----------------------- | -------------------------------- | ----- | --------------- | ---- |
|                         | Partido Socialista               | 611   | 41,96 / 100,00  | 5,88 |
|                         | Aliança Democrática              | 592   | 40,66 / 100,00  | 3,03 |
|                         | CHEGA                            | 50    | 3,43 / 100,00   | 3,07 |
|                         | Bloco de Esquerda                | 49    | 3,37 / 100,00   | 2,23 |
|                         | Iniciativa Liberal               | 29    | 1,99 / 100,00   | 1,92 |
|                         | Coligação Democrática Unitária   | 16    | 1,10 / 100,00   | 1,77 |
|                         | Alternativa Democrática Nacional | 15    | 1,03 / 100,00   | 1,03 |
|                         | Outros (com menos de 1,00%)      | 33    | 2,27 / 100,00   |      |
| Votos Inválidos         | Votos Inválidos                  | 61    | 4,19 / 100,00   | 1,91 |
| Total                   | Total                            | 1 456 | 100,00 / 100,00 |      |
| Eleitorado/Participação | Eleitorado/Participação          | 3 736 | 38,97 / 100,00  | 1,46 |

| Freguesia                       | %     | %     | %    | %    | %    | %    | %    | Votantes |
| Freguesia                       | PS    | AD    | CH   | BE   | IL   | CDU  | ADN  | Votantes |
| ------------------------------- | ----- | ----- | ---- | ---- | ---- | ---- | ---- | -------- |
| Freguesia                       |       |       |      |      |      |      |      | Votantes |
| Calheta                         | 48,16 | 33,67 | 3,67 | 4,08 | 2,45 | 1,63 | 1,43 | 490      |
| Norte Pequeno                   | 31,82 | 55,45 | 7,27 | 0    | 2,73 | 0    | 0    | 110      |
| Ribeira Seca                    | 40,85 | 42,11 | 2,51 | 3,26 | 1,75 | 1,25 | 1,25 | 399      |
| Santo Antão                     | 35,89 | 45,16 | 1,21 | 4,44 | 2,02 | 0    | 1,21 | 248      |
| Topo (Nossa Senhora do Rosário) | 42,11 | 41,15 | 5,26 | 2,39 | 0,96 | 1,44 | 0    | 209      |
| Calheta                         | 41,96 | 40,66 | 3,43 | 3,37 | 1,99 | 1,10 | 1,03 | 1 456    |

### Corvo
| Partido                 | Partido                        | Votos | %               | +/-   |
| ----------------------- | ------------------------------ | ----- | --------------- | ----- |
|                         | Partido Socialista             | 127   | 54,74 / 100,00  | 6,44  |
|                         | Aliança Democrática            | 71    | 30,60 / 100,00  | 8,03  |
|                         | Coligação Democrática Unitária | 12    | 5,17 / 100,00   | 1,19  |
|                         | CHEGA                          | 9     | 3,88 / 100,00   | 3,31  |
|                         | Bloco de Esquerda              | 6     | 2,59 / 100,00   | 0,25  |
|                         | Outros (com menos de 1,00%)    | 6     | 2,59 / 100,00   |       |
| Votos Inválidos         | Votos Inválidos                | 1     | 0,43 / 100,00   | 4,69  |
| Total                   | Total                          | 232   | 100,00 / 100,00 |       |
| Eleitorado/Participação | Eleitorado/Participação        | 348   | 66,67 / 100,00  | 13,01 |

| Freguesia | %     | %     | %    | %    | %    | Votantes |
| Freguesia | PS    | AD    | CDU  | CH   | BE   | Votantes |
| --------- | ----- | ----- | ---- | ---- | ---- | -------- |
| Freguesia |       |       |      |      |      | Votantes |
| Corvo     | 54,74 | 30,60 | 5,17 | 3,88 | 2,59 | 232      |
| Corvo     | 54,74 | 30,60 | 5,17 | 3,88 | 2,59 | 232      |

### Horta
| Partido                 | Partido                        | Votos  | %               | +/-  |
| ----------------------- | ------------------------------ | ------ | --------------- | ---- |
|                         | Aliança Democrática            | 2 328  | 40,02 / 100,00  | 0,85 |
|                         | Partido Socialista             | 2 247  | 38,63 / 100,00  | 1,56 |
|                         | Bloco de Esquerda              | 230    | 3,95 / 100,00   | 3,73 |
|                         | CHEGA                          | 215    | 3,70 / 100,00   | 3,16 |
|                         | Coligação Democrática Unitária | 208    | 3,58 / 100,00   | 0,53 |
|                         | Iniciativa Liberal             | 153    | 2,63 / 100,00   | 1,95 |
|                         | Pessoas–Animais–Natureza       | 68     | 1,17 / 100,00   | 1,11 |
|                         | Outros (com menos de 1,00%)    | 143    | 2,45 / 100,00   |      |
| Votos Inválidos         | Votos Inválidos                | 225    | 3,87 / 100,00   | 2,33 |
| Total                   | Total                          | 5 817  | 100,00 / 100,00 |      |
| Eleitorado/Participação | Eleitorado/Participação        | 12 995 | 44,76 / 100,00  | 0,96 |

| Freguesia           | %     | %     | %    | %    | %    | %    | %    | Votantes |
| Freguesia           | AD    | PS    | BE   | CH   | CDU  | IL   | PAN  | Votantes |
| ------------------- | ----- | ----- | ---- | ---- | ---- | ---- | ---- | -------- |
| Freguesia           |       |       |      |      |      |      |      | Votantes |
| Capelo              | 42,60 | 39,46 | 1,79 | 4,04 | 4,93 | 0,90 | 1,35 | 223      |
| Castelo Branco      | 38,90 | 40,88 | 3,08 | 4,62 | 1,54 | 2,64 | 0,66 | 455      |
| Cedros              | 57,02 | 26,65 | 2,87 | 2,01 | 2,29 | 0,86 | 1,15 | 349      |
| Feteira             | 31,97 | 49,32 | 3,74 | 4,42 | 2,89 | 2,04 | 1,19 | 588      |
| Flamengos           | 41,32 | 42,28 | 2,57 | 3,54 | 1,93 | 2,57 | 0,80 | 622      |
| Horta (Angústias)   | 36,91 | 37,43 | 5,47 | 3,05 | 4,63 | 3,68 | 1,79 | 951      |
| Horta (Conceição)   | 38,63 | 40,56 | 3,86 | 3,65 | 4,29 | 3,00 | 1,72 | 466      |
| Horta (Matriz)      | 39,02 | 37,42 | 4,90 | 3,20 | 4,34 | 3,68 | 0,94 | 1 061    |
| Pedro Miguel        | 39,75 | 40,16 | 3,69 | 3,28 | 4,92 | 2,46 | 0,41 | 244      |
| Praia do Almoxarife | 33,73 | 39,28 | 5,30 | 5,54 | 4,58 | 1,69 | 0,48 | 415      |
| Praia do Norte      | 48,51 | 32,84 | 1,49 | 2,99 | 2,99 | 0    | 2,99 | 134      |
| Ribeirinha          | 48,05 | 29,87 | 2,60 | 3,25 | 3,90 | 1,95 | 1,30 | 154      |
| Salão               | 52,90 | 27,74 | 3,23 | 6,45 | 1,29 | 2,58 | 1,29 | 155      |
| Horta               | 40,02 | 38,63 | 3,95 | 3,70 | 3,58 | 2,63 | 1,17 | 5 817    |

### Lagoa
| Partido                 | Partido                     | Votos  | %               | +/-  |
| ----------------------- | --------------------------- | ------ | --------------- | ---- |
|                         | Partido Socialista          | 2 068  | 49,30 / 100,00  | 1,45 |
|                         | Aliança Democrática         | 1 031  | 24,58 / 100,00  | 1,73 |
|                         | CHEGA                       | 344    | 8,20 / 100,00   | 7,46 |
|                         | Iniciativa Liberal          | 220    | 5,24 / 100,00   | 4,57 |
|                         | Bloco de Esquerda           | 183    | 4,36 / 100,00   | 4,45 |
|                         | Pessoas–Animais–Natureza    | 68     | 1,62 / 100,00   | 1,91 |
|                         | Outros (com menos de 1,00%) | 152    | 3,63 / 100,00   |      |
| Votos Inválidos         | Votos Inválidos             | 129    | 3,08 / 100,00   | 3,02 |
| Total                   | Total                       | 4 195  | 100,00 / 100,00 |      |
| Eleitorado/Participação | Eleitorado/Participação     | 12 933 | 32,44 / 100,00  | 0,14 |

| Freguesia                        | %     | %     | %     | %    | %    | %    | Votantes |
| Freguesia                        | PS    | AD    | CH    | IL   | BE   | PAN  | Votantes |
| -------------------------------- | ----- | ----- | ----- | ---- | ---- | ---- | -------- |
| Freguesia                        |       |       |       |      |      |      | Votantes |
| Água de Pau                      | 54,14 | 23,29 | 12,29 | 3,43 | 1,43 | 0,71 | 700      |
| Cabouco                          | 52,88 | 21,82 | 7,50  | 4,71 | 4,19 | 2,27 | 573      |
| Lagoa (Nossa Senhora do Rosário) | 44,82 | 26,99 | 6,72  | 6,23 | 5,69 | 1,73 | 1 845    |
| Lagoa (Santa Cruz)               | 52,83 | 22,25 | 7,27  | 5,35 | 4,60 | 1,82 | 935      |
| Ribeira Chã                      | 45,77 | 26,06 | 16,20 | 2,82 | 0,70 | 0,70 | 142      |
| Lagoa                            | 49,30 | 24,58 | 8,20  | 5,24 | 4,36 | 1,62 | 4 195    |

### Lajes das Flores
| Partido                 | Partido                                         | Votos | %               | +/-  |
| ----------------------- | ----------------------------------------------- | ----- | --------------- | ---- |
|                         | Partido Socialista                              | 250   | 42,59 / 100,00  | 0,48 |
|                         | Aliança Democrática                             | 186   | 31,69 / 100,00  | 5,50 |
|                         | CHEGA                                           | 33    | 5,62 / 100,00   | 5,11 |
|                         | Bloco de Esquerda                               | 22    | 3,75 / 100,00   | 3,68 |
|                         | Iniciativa Liberal                              | 12    | 2,04 / 100,00   | 1,53 |
|                         | Coligação Democrática Unitária                  | 12    | 2,04 / 100,00   | 3,37 |
|                         | Partido Comunista dos Trabalhadores Portugueses | 9     | 1,53 / 100,00   | 0,69 |
|                         | Outros (com menos de 1,00%)                     | 23    | 3,92 / 100,00   |      |
| Votos Inválidos         | Votos Inválidos                                 | 40    | 6,81 / 100,00   | 5,35 |
| Total                   | Total                                           | 587   | 100,00 / 100,00 |      |
| Eleitorado/Participação | Eleitorado/Participação                         | 1 259 | 46,62 / 100,00  | 0,91 |

| Freguesia        | %     | %     | %     | %     | %     | %    | %     | Votantes |
| Freguesia        | PS    | AD    | CH    | BE    | IL    | CDU  | PCTP  | Votantes |
| ---------------- | ----- | ----- | ----- | ----- | ----- | ---- | ----- | -------- |
| Freguesia        |       |       |       |       |       |      |       | Votantes |
| Fajã Grande      | 53,06 | 24,49 | 6,12  | 2,04  | 3,06  | 1,02 | 1,02  | 98       |
| Fajãzinha        | 47,73 | 20,45 | 13,64 | 2,27  | 0     | 2,27 | 2,27  | 44       |
| Fazenda          | 35,92 | 37,86 | 4,85  | 4,85  | 0,97  | 0,97 | 1,94  | 103      |
| Lajedo           | 47,22 | 38,89 | 0     | 2,78  | 0     | 2,78 | 2,78  | 36       |
| Lajes das Flores | 34,31 | 35,78 | 6,37  | 4,41  | 2,45  | 2,94 | 0,98  | 204      |
| Lomba            | 52,17 | 28,26 | 3,26  | 3,26  | 2,17  | 2,17 | 1,09  | 92       |
| Mosteiro         | 50,00 | 10,00 | 0     | 10,00 | 10,00 | 0    | 10,00 | 10       |
| Lajes das Flores | 42,59 | 31,69 | 5,62  | 3,75  | 2,04  | 2,04 | 1,53  | 587      |

### Lajes do Pico
| Partido                 | Partido                        | Votos | %               | +/-  |
| ----------------------- | ------------------------------ | ----- | --------------- | ---- |
|                         | Partido Socialista             | 926   | 47,66 / 100,00  | 8,78 |
|                         | Aliança Democrática            | 707   | 36,39 / 100,00  | 4,86 |
|                         | CHEGA                          | 61    | 3,14 / 100,00   | 2,71 |
|                         | Bloco de Esquerda              | 43    | 2,21 / 100,00   | 3,97 |
|                         | Iniciativa Liberal             | 33    | 1,70 / 100,00   | 1,43 |
|                         | Coligação Democrática Unitária | 31    | 1,60 / 100,00   | 0,49 |
|                         | Outros (com menos de 1,00%)    | 45    | 2,31 / 100,00   |      |
| Votos Inválidos         | Votos Inválidos                | 97    | 4,99 / 100,00   | 1,72 |
| Total                   | Total                          | 1 943 | 100,00 / 100,00 |      |
| Eleitorado/Participação | Eleitorado/Participação        | 4 423 | 43,93 / 100,00  | 2,36 |

### Madalena
| Partido                 | Partido                     | Votos | %               | +/-  |
| ----------------------- | --------------------------- | ----- | --------------- | ---- |
|                         | Partido Socialista          | 1 017 | 42,16 / 100,00  | 8,11 |
|                         | Aliança Democrática         | 957   | 39,68 / 100,00  | 5,62 |
|                         | CHEGA                       | 100   | 4,15 / 100,00   | 3,55 |
|                         | Iniciativa Liberal          | 69    | 2,86 / 100,00   | 2,64 |
|                         | Bloco de Esquerda           | 42    | 1,74 / 100,00   | 2,48 |
|                         | Outros (com menos de 1,00%) | 79    | 3,28 / 100,00   |      |
| Votos Inválidos         | Votos Inválidos             | 125   | 5,18 / 100,00   | 3,66 |
| Total                   | Total                       | 2 412 | 100,00 / 100,00 |      |
| Eleitorado/Participação | Eleitorado/Participação     | 5 982 | 40,32 / 100,00  | 1,07 |

### Nordeste
| Partido                 | Partido                        | Votos | %               | +/-  |
| ----------------------- | ------------------------------ | ----- | --------------- | ---- |
|                         | Partido Socialista             | 767   | 42,90 / 100,00  | 2,67 |
|                         | Aliança Democrática            | 644   | 36,02 / 100,00  | 4,63 |
|                         | CHEGA                          | 117   | 6,54 / 100,00   | 5,57 |
|                         | Bloco de Esquerda              | 51    | 2,85 / 100,00   | 1,95 |
|                         | Iniciativa Liberal             | 37    | 2,07 / 100,00   | 1,89 |
|                         | Coligação Democrática Unitária | 25    | 1,40 / 100,00   | 0,01 |
|                         | Outros (com menos de 1,00%)    | 57    | 3,19 / 100,00   |      |
| Votos Inválidos         | Votos Inválidos                | 92    | 5,14 / 100,00   | 1,11 |
| Total                   | Total                          | 1 788 | 100,00 / 100,00 |      |
| Eleitorado/Participação | Eleitorado/Participação        | 4 749 | 37,65 / 100,00  | 9,66 |

### Ponta Delgada
| Partido                 | Partido                        | Votos  | %               | +/-  |
| ----------------------- | ------------------------------ | ------ | --------------- | ---- |
|                         | Partido Socialista             | 9 043  | 39,68 / 100,00  | 1,25 |
|                         | Aliança Democrática            | 7 277  | 31,93 / 100,00  | 1,35 |
|                         | CHEGA                          | 1 562  | 6,85 / 100,00   | 5,89 |
|                         | Iniciativa Liberal             | 1 385  | 6,08 / 100,00   | 5,03 |
|                         | Bloco de Esquerda              | 1 280  | 5,62 / 100,00   | 4,31 |
|                         | Pessoas–Animais–Natureza       | 451    | 1,98 / 100,00   | 1,52 |
|                         | Coligação Democrática Unitária | 353    | 1,55 / 100,00   | 0,81 |
|                         | LIVRE                          | 326    | 1,43 / 100,00   | 0,08 |
|                         | Outros (com menos de 1,00%)    | 418    | 1,82 / 100,00   |      |
| Votos Inválidos         | Votos Inválidos                | 694    | 3,05 / 100,00   | 2,58 |
| Total                   | Total                          | 22 789 | 100,00 / 100,00 |      |
| Eleitorado/Participação | Eleitorado/Participação        | 65 137 | 34,99 / 100,00  | 0,26 |

### Povoação
| Partido                 | Partido                     | Votos | %               | +/-  |
| ----------------------- | --------------------------- | ----- | --------------- | ---- |
|                         | Partido Socialista          | 1 054 | 51,31 / 100,00  | 6,52 |
|                         | Aliança Democrática         | 527   | 25,66 / 100,00  | 3,03 |
|                         | CHEGA                       | 156   | 7,59 / 100,00   | 6,83 |
|                         | Bloco de Esquerda           | 78    | 3,80 / 100,00   | 3,40 |
|                         | Iniciativa Liberal          | 55    | 2,68 / 100,00   | 2,14 |
|                         | Pessoas–Animais–Natureza    | 32    | 1,56 / 100,00   | 1,93 |
|                         | Outros (com menos de 1,00%) | 61    | 2,97 / 100,00   |      |
| Votos Inválidos         | Votos Inválidos             | 91    | 4,43 / 100,00   | 5,78 |
| Total                   | Total                       | 2 054 | 100,00 / 100,00 |      |
| Eleitorado/Participação | Eleitorado/Participação     | 6 367 | 32,26 / 100,00  | 2,51 |

### Ribeira Grande
| Partido                 | Partido                        | Votos  | %               | +/-  |
| ----------------------- | ------------------------------ | ------ | --------------- | ---- |
|                         | Partido Socialista             | 3 065  | 41,44 / 100,00  | 4,61 |
|                         | Aliança Democrática            | 2 344  | 31,69 / 100,00  | 5,90 |
|                         | CHEGA                          | 613    | 8,29 / 100,00   | 7,38 |
|                         | Bloco de Esquerda              | 449    | 6,07 / 100,00   | 3,63 |
|                         | Iniciativa Liberal             | 262    | 3,54 / 100,00   | 2,89 |
|                         | Pessoas–Animais–Natureza       | 118    | 1,60 / 100,00   | 1,14 |
|                         | Coligação Democrática Unitária | 102    | 1,38 / 100,00   | 0,39 |
|                         | Outros (com menos de 1,00%)    | 175    | 2,38 / 100,00   |      |
| Votos Inválidos         | Votos Inválidos                | 268    | 3,62 / 100,00   | 2,47 |
| Total                   | Total                          | 7 396  | 100,00 / 100,00 |      |
| Eleitorado/Participação | Eleitorado/Participação        | 28 662 | 25,80 / 100,00  | 5,50 |

### Santa Cruz da Graciosa
| Partido                 | Partido                     | Votos | %               | +/-  |
| ----------------------- | --------------------------- | ----- | --------------- | ---- |
|                         | Partido Socialista          | 838   | 46,87 / 100,00  | 4,61 |
|                         | Aliança Democrática         | 685   | 38,31 / 100,00  | 4,72 |
|                         | CHEGA                       | 54    | 3,02 / 100,00   | 2,10 |
|                         | Iniciativa Liberal          | 43    | 2,40 / 100,00   | 1,81 |
|                         | Bloco de Esquerda           | 39    | 2,18 / 100,00   | 1,05 |
|                         | Outros (com menos de 1,00%) | 63    | 3,53 / 100,00   |      |
| Votos Inválidos         | Votos Inválidos             | 66    | 3,69 / 100,00   | 3,43 |
| Total                   | Total                       | 1 788 | 100,00 / 100,00 |      |
| Eleitorado/Participação | Eleitorado/Participação     | 3 929 | 45,51 / 100,00  | 0,66 |

### Santa Cruz das Flores
| Partido                 | Partido                        | Votos | %               | +/-  |
| ----------------------- | ------------------------------ | ----- | --------------- | ---- |
|                         | Partido Socialista             | 389   | 50,26 / 100,00  | 6,96 |
|                         | Aliança Democrática            | 189   | 24,42 / 100,00  | 0,48 |
|                         | CHEGA                          | 52    | 6,72 / 100,00   | 4,42 |
|                         | Bloco de Esquerda              | 31    | 4,01 / 100,00   | 1,35 |
|                         | Iniciativa Liberal             | 21    | 2,71 / 100,00   | 2,20 |
|                         | Coligação Democrática Unitária | 21    | 2,71 / 100,00   | 6,61 |
|                         | Outros (com menos de 1,00%)    | 35    | 4,53 / 100,00   |      |
| Votos Inválidos         | Votos Inválidos                | 36    | 4,65 / 100,00   | 4,17 |
| Total                   | Total                          | 774   | 100,00 / 100,00 |      |
| Eleitorado/Participação | Eleitorado/Participação        | 1 824 | 42,43 / 100,00  | 0,45 |

### São Roque do Pico
| Partido                 | Partido                     | Votos | %               | +/-  |
| ----------------------- | --------------------------- | ----- | --------------- | ---- |
|                         | Partido Socialista          | 613   | 45,21 / 100,00  | 3,40 |
|                         | Aliança Democrática         | 486   | 35,84 / 100,00  | 0,01 |
|                         | CHEGA                       | 61    | 4,50 / 100,00   | 3,47 |
|                         | Bloco de Esquerda           | 48    | 3,54 / 100,00   | 2,58 |
|                         | Iniciativa Liberal          | 36    | 2,65 / 100,00   | 2,49 |
|                         | Pessoas–Animais–Natureza    | 18    | 1,33 / 100,00   | 1,13 |
|                         | Outros (com menos de 1,00%) | 34    | 2,50 / 100,00   |      |
| Votos Inválidos         | Votos Inválidos             | 60    | 4,43 / 100,00   | 3,12 |
| Total                   | Total                       | 1 356 | 100,00 / 100,00 |      |
| Eleitorado/Participação | Eleitorado/Participação     | 3 259 | 41,61 / 100,00  | 2,81 |

### Velas
| Partido                 | Partido                          | Votos | %               | +/-   |
| ----------------------- | -------------------------------- | ----- | --------------- | ----- |
|                         | Partido Socialista               | 826   | 41,30 / 100,00  | 6,82  |
|                         | Aliança Democrática              | 779   | 38,95 / 100,00  | 0,12  |
|                         | CHEGA                            | 88    | 4,40 / 100,00   | 4,02  |
|                         | Iniciativa Liberal               | 64    | 3,20 / 100,00   | 3,11  |
|                         | Bloco de Esquerda                | 57    | 2,85 / 100,00   | 0,69  |
|                         | Coligação Democrática Unitária   | 45    | 2,25 / 100,00   | 10,65 |
|                         | Alternativa Democrática Nacional | 21    | 1,05 / 100,00   | 0,96  |
|                         | Pessoas–Animais–Natureza         | 20    | 1,00 / 100,00   | 0,70  |
|                         | Outros (com menos de 1,00%)      | 32    | 1,60 / 100,00   |       |
| Votos Inválidos         | Votos Inválidos                  | 68    | 3,40 / 100,00   | 1,18  |
| Total                   | Total                            | 2 000 | 100,00 / 100,00 |       |
| Eleitorado/Participação | Eleitorado/Participação          | 4 974 | 40,21 / 100,00  | 2,27  |

### Vila da Praia da Vitória
| Partido                 | Partido                     | Votos  | %               | +/-  |
| ----------------------- | --------------------------- | ------ | --------------- | ---- |
|                         | Partido Socialista          | 3 231  | 42,64 / 100,00  | 0,33 |
|                         | Aliança Democrática         | 2 862  | 37,77 / 100,00  | 0,93 |
|                         | CHEGA                       | 420    | 5,54 / 100,00   | 4,46 |
|                         | Iniciativa Liberal          | 286    | 3,77 / 100,00   | 3,21 |
|                         | Bloco de Esquerda           | 216    | 2,85 / 100,00   | 3,82 |
|                         | Outros (com menos de 1,00%) | 307    | 4,05 / 100,00   |      |
| Votos Inválidos         | Votos Inválidos             | 256    | 3,38 / 100,00   | 2,83 |
| Total                   | Total                       | 7 578  | 100,00 / 100,00 |      |
| Eleitorado/Participação | Eleitorado/Participação     | 19 402 | 39,06 / 100,00  | 4,95 |

### Vila do Porto
| Partido                 | Partido                        | Votos | %               | +/-  |
| ----------------------- | ------------------------------ | ----- | --------------- | ---- |
|                         | Partido Socialista             | 998   | 52,64 / 100,00  | 6,27 |
|                         | Aliança Democrática            | 453   | 23,89 / 100,00  | 3,31 |
|                         | Bloco de Esquerda              | 95    | 5,01 / 100,00   | 5,18 |
|                         | CHEGA                          | 89    | 4,69 / 100,00   | 4,14 |
|                         | Iniciativa Liberal             | 62    | 3,27 / 100,00   | 2,66 |
|                         | Coligação Democrática Unitária | 38    | 2,00 / 100,00   | 0,44 |
|                         | Pessoas–Animais–Natureza       | 19    | 1,00 / 100,00   | 1,49 |
|                         | Outros (com menos de 1,00%)    | 56    | 2,95 / 100,00   |      |
| Votos Inválidos         | Votos Inválidos                | 86    | 4,53 / 100,00   | 2,34 |
| Total                   | Total                          | 1 896 | 100,00 / 100,00 |      |
| Eleitorado/Participação | Eleitorado/Participação        | 5 351 | 35,43 / 100,00  | 2,62 |

### Vila Franca do Campo
| Partido                 | Partido                     | Votos  | %               | +/-  |
| ----------------------- | --------------------------- | ------ | --------------- | ---- |
|                         | Partido Socialista          | 1 501  | 46,48 / 100,00  | 2,90 |
|                         | Aliança Democrática         | 1 090  | 33,76 / 100,00  | 0,10 |
|                         | CHEGA                       | 233    | 7,22 / 100,00   | 6,20 |
|                         | Bloco de Esquerda           | 83     | 2,57 / 100,00   | 3,93 |
|                         | Iniciativa Liberal          | 77     | 2,38 / 100,00   | 2,03 |
|                         | Pessoas–Animais–Natureza    | 51     | 1,58 / 100,00   | 1,77 |
|                         | Outros (com menos de 1,00%) | 86     | 2,66 / 100,00   |      |
| Votos Inválidos         | Votos Inválidos             | 108    | 3,34 / 100,00   | 2,94 |
| Total                   | Total                       | 3 229  | 100,00 / 100,00 |      |
| Eleitorado/Participação | Eleitorado/Participação     | 10 430 | 30,96 / 100,00  | 1,33 |

## Lista de Deputados Eleitos
A lista apresentada é conforme a aplicação do Método D'Hondt:
| N.º | Nome                                     | Partido | Partido             | Quociente  |
| --- | ---------------------------------------- | ------- | ------------------- | ---------- |
| 1   | Francisco Vale César                     |         | Partido Socialista  | 36025      |
| 2   | Paulo Alexandre Luís Botelho Moniz       |         | Aliança Democrática | 28520      |
| 3   | Sérgio Humberto Rocha de Ávila           |         | Partido Socialista  | 18012,5    |
| 4   | Francisco José Duarte Pimentel           |         | Aliança Democrática | 14260      |
| 5   | Isabel Maria Duarte de Almeida Rodrigues |         | Partido Socialista  | 12008,3333 |